# Sceloporus horridus
Sceloporus horridus (жахлива колюча ігуана) — вид ігуаноподібних ящірок родини фриносомових (Phrynosomatidae). Ендемік Мексики.

## Опис

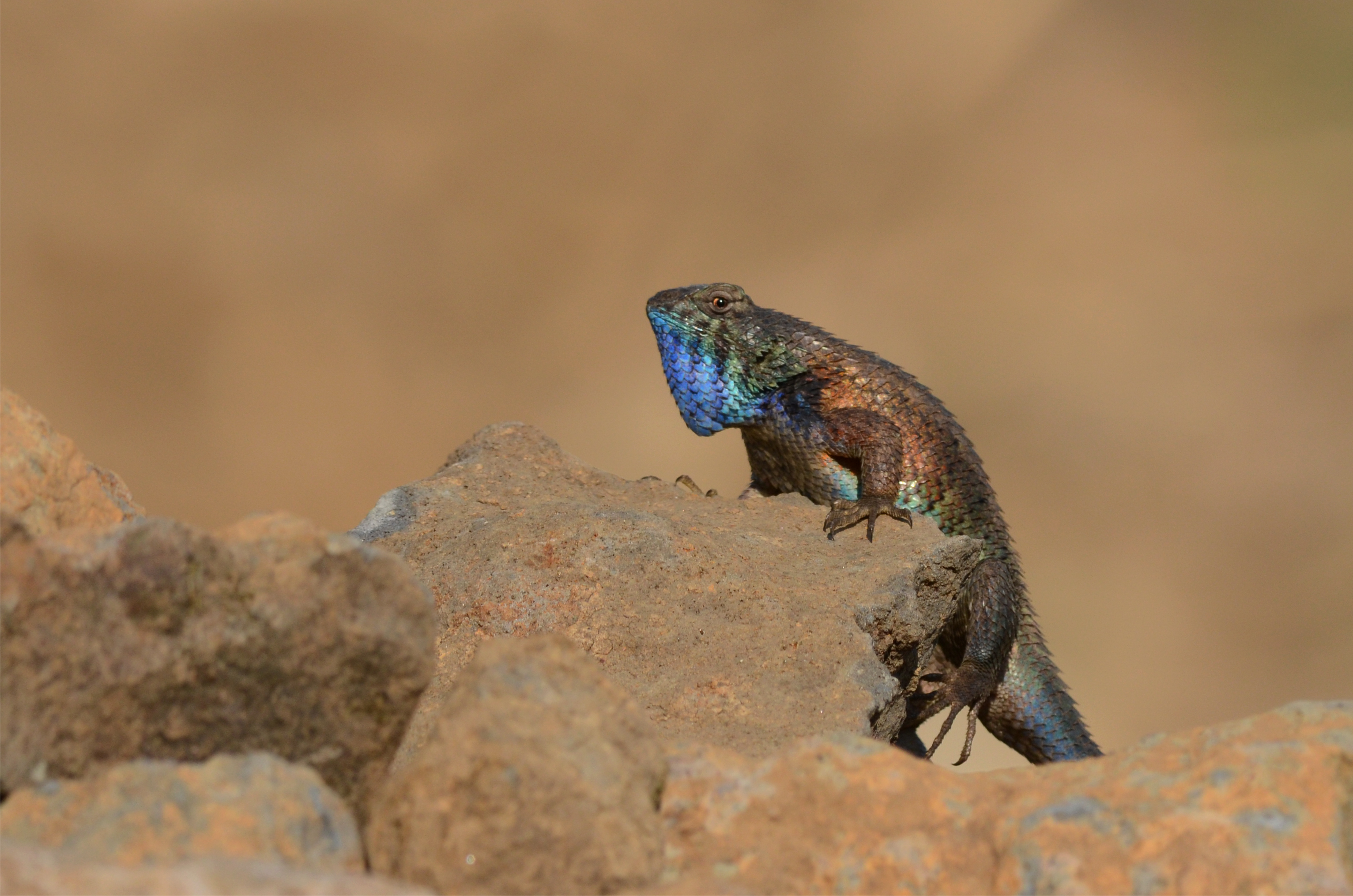
Самець S. horridus

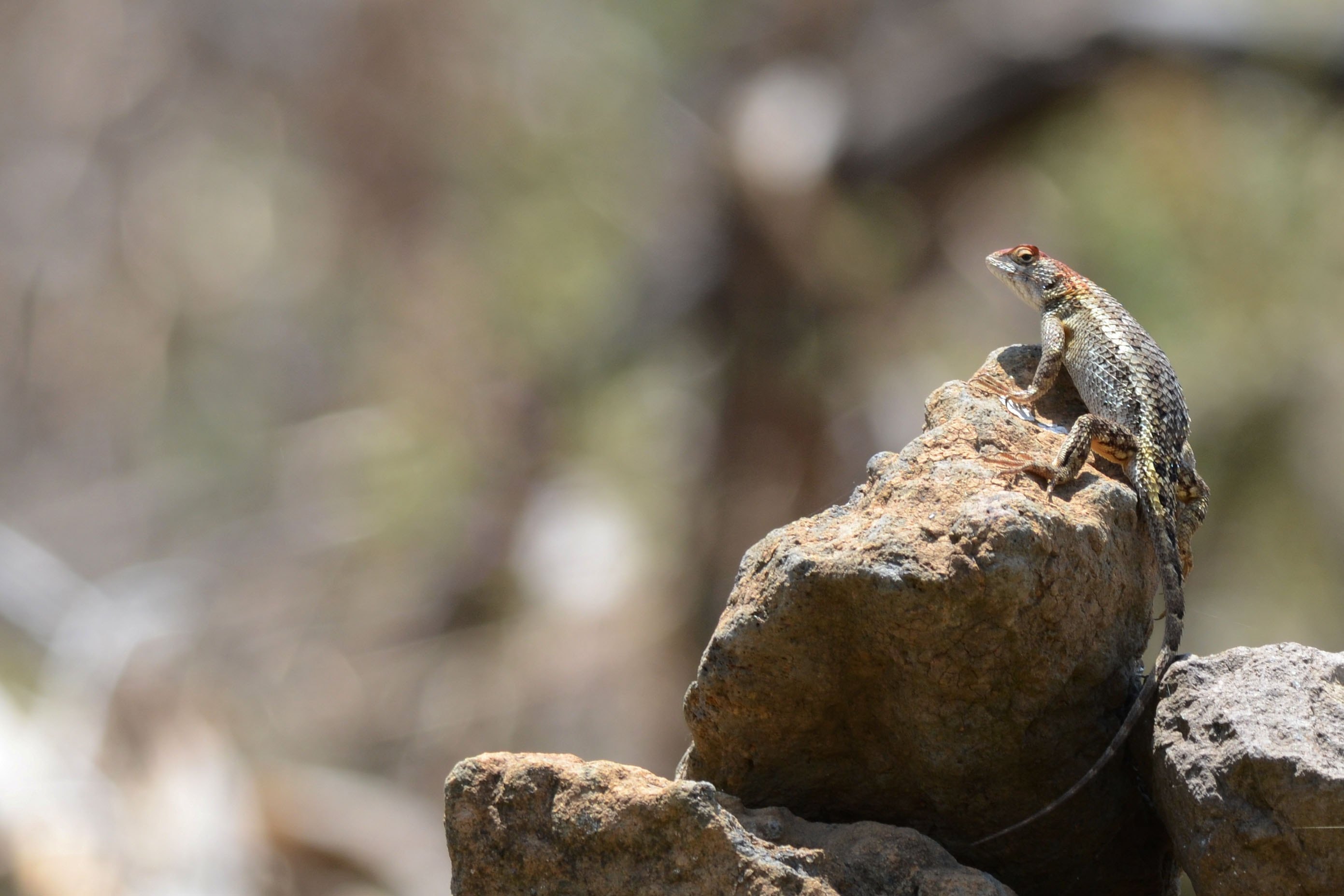
Самиця S. horridus

Довжина жахливої колючої ігуани (без врахування хвоста) становить 8,6 см. Кілеподібна луска по всьому тілу надає цим ящіркам колючого вигліду, що відображено в їх назві. Жахливі колючі ігуани мають переважно світло-коричневе забарвлення. У самиць на спині є темно-коричневі круглі плями, а на голові червонуваті луски. У самців спина поцяткована світло-блакитними плямками. горло синє, поцятковане темними смугами, на нижній частині тіла є блакитні плями.

## Підвиди
Виділяють два підвиди:
- Sceloporus horridus horridus Wiegmann, 1834;
- Sceloporus horridus oligoporus Cope, 1864.

Sceloporus albiventris раніше вважався підвидом S. horridus, однак був визнаний окремим видом.

## Поширення і екологія
Жахливі колючі ігуани поширені від Наярита і Халіско на схід до південного Сакатекаса і південно-західного Агуаскальєнтеса та на південь через Коліму і Мічоакан до центральної і північної Пуебли та басейну річки Бальсас в Герреро і Оахаці. Вони живуть в різноманітних природних середовищах — в лісах, чагарникових заростях, на луках і поблизу людських поселень. Живляться комахами. Самиці раз на рік відкладають яйця, в кладці від 8 до 15 яєць.